# Горно Круше (община Брод)
 Тази статия е за поречкото село.  За преспанското село вижте Горно Круше (община Ресен).  
Горно Круше или Горно Крушие (среща се и днес неправилното изписване Горно Крушье, на македонска литературна норма: Горно Крушје) е село в Северна Македония, в община Брод (Македонски Брод).

## География
Селото се намира в областта Поречие в източните склонове на планината Добра вода.

## История
В XIX век Горно Круше е село в Поречка нахия на Кичевска каза на Османската империя. Църквата „Свети Талалей“ е от 1871 година. В „Етнография на вилаетите Адрианопол, Монастир и Салоника“, издадена в Константинопол в 1878 година и отразяваща статистиката на населението от 1873 година Круше (Горно и Долно) (Krouchié) е посочено като село с 31 домакинства със 128 жители българи.
Според статистиката на Васил Кънчов („Македония. Етнография и статистика“) от 1900 година Крушье (Горно и Долно) е населявано от 512 жители българи християни.
На Етнографската карта на Битолския вилает на Картографския институт в София от 1901 година Круше е чисто българско село в Кичевската каза на Битолския санджак с 80 къщи.
Цялото село в началото на XX век е сърбоманско. Според митрополит Поликарп Дебърски и Велешки в 1904 година в Круше има 79 сръбски къщи. По данни на секретаря на Българската екзархия Димитър Мишев („La Macédoine et sa Population Chrétienne“) в 1905 година в Крушие (Горно и Долно) има 560 българи патриаршисти сърбомани и в селото функционира сръбско училище.
След Междусъюзническата война в 1913 година селото попада в Сърбия.
На етническата си карта на Северозападна Македония в 1929 година Афанасий Селишчев отбелязва Горно Крушье като българско село.
Според преброяването от 2002 година селото има 44 жители македонци.

## Личности
Родени в Горно Круше
- Антон Михайлов (Антониjе Михаjловић), четник в първата поречка сърбоманска чета през март 1904 г., от Горно или Долно Круше[9]
- дякон Софроний, свещеник от Горно или Долно Круше, деец на сръбската пропаганда в 1911 година, с месечна сръбска заплата три лири[10]
- Спасе Гроздан, мухтар, българин, православен, арестуван преди април 1904 година, обвинен в „даване на убежище на българските разбойници“, осъден от Извънредния съд, лежал в Битолския затвор, амнистиран с общата амнистия от 12 април 1904 година, от Долно и Горно Круше[11]